# Premi Knuth
El Premi Donald Ervin Knuth és un premi que s'atorga a tots aquells que realitzen contribucions destacades sobre els fonaments de ciències de la computació. El seu nom es deu al matemàtic Donald Knuth.
El Premi Knuth s'atorga cada un any i mig des 1996, i inclou, a més del distintiu, una aportació de 5 mil dòlars. El premi és donat per l'ACM SIGACT ( Association for Computing Machinery s Special Interest Group on Algorithms and Computing Theory) i l'Institut d'Enginyers Elèctrics i Electrònics (IEEE). Les condecoracions es realitzen alternativament al Simpòsium en Teoria de Computació de l'ACM i la Conferència en Fonaments de Ciències de Computació de la IEEE, dues de les conferències més prestigioses en l'àrea de teoria de la computació.
Així com el Premi Gödel reconeix als autors d'articles destacats, el Premi Knuth es dona als investigadors per la seva important aportació general a l'àrea.

## Guardonats
- 1996 - Andrew Chi-Chih Yao
- 1997 - Leslie Valiant
- 1999 - László Lovász
- 2000 - Jeffrey Ullman
- 2002 - Christos Papadimitriou
- 2003 - Miklós Ajtai
- 2005 - Mihalis Yannakakis
- 2007 - Nancy Lynch
- 2008 - Volker Strassen
- 2010 - David Johnson
- 2011 - Ravi Kannan[1]
- 2012 – Leonid Levin[2]